# Mfanukhona Dlamini
Mfanukhona Sendo Dlamini (geb. 5. Oktober 1979) ist ein ehemaliger eswatinischer Taekwondoin.

## Erfolge
Mfanukhona Dlamini nahm an den Olympischen Sommerspielen 2000 in Sydney teil. Er trat im Wettbewerb Taekwondo (bis 58 kg) an und schied in der ersten Runde aus.